# Les Bisounours 2 : Une nouvelle génération
Vous pouvez aider à l'améliorer ou bien discuter des problèmes sur sa page de discussion.
- Il ne cite pas suffisamment ses sources. Vous pouvez indiquer les passages à sourcer avec {{référence nécessaire}} ou {{Référence souhaitée}}, et inclure les références utiles en les liant aux notes de bas de page. (Marqué depuis avril 2024)
- Certaines informations devraient être mieux reliées aux sources mentionnées dans la bibliographie ou les liens externes. Améliorez sa vérifiabilité en les associant par des références. (Marqué depuis avril 2024)

- Archive Wikiwix
- Bing
- Cairn
- DuckDuckGo
- E. Universalis
- Gallica
- Google
- G. Books
- G. News
- G. Scholar
- Persée
- Qwant
- (zh) Baidu
- (ru) Yandex
- (wd) trouver des œuvres sur Wikidata

Série Les Bisounours
Les Bisounours, le film
(1985) Les Calinours au pays des merveilles
(1987)
Pour plus de détails, voir Fiche technique et Distribution.
Les Bisounours 2 : Une nouvelle génération ou Les Calinours 2 : Une nouvelle génération au Québec (Care Bears Movie 2: A New Generation) est un film dessin animé, produit par NelvanaCanada et distribué par Columbia Pictures, le 21 mars 1986. Suivant Les Bisounours, le film sorti en 1985, ce film raconte les origines du Royaume de l'Amitié.
Le film a rapporté $8,5 millions à sa sortie aux États-Unis.
Un troisième et dernier film, Les Calinours au pays des merveilles, est sorti dans les cinémas américains l'année suivante.
Les Bisounours 2 est une préquelle a la série télévisée de Nelvana, qui est diffusé au chaîne américaine ABC.

## Synopsis
Les bisounours vivent leur première mission, en combattant Cœur Sombre.

## Fiche technique
- Titre original : Care Bears Movie 2: A New Generation
- Titre : Les Bisounours 2 : Une nouvelle génération
- Réalisation : Dale Schott
- Scénario : Peter Sauder
- Musique : Patricia Cullen
- Film canadien
- Date de sortie : 21 mars 1986 (États-Unis)
- Format : couleurs, son stéréo
- Genre : Animation, aventure, comédie, fantastique et film musical
- Durée : 76 minutes
- Tout public
- Producteurs : Michael Hirsh, Patrick Loubert et Clive A. Smith
- Production : Nelvana, Wang Film Productions, LBS Communications
- Distribution : Columbia Pictures (États-Unis), Warner Columbia (France)
- Montage : Evan Landis

## Distribution

### Voix originales
- Maxine Miller - Grostendre
- Pam Hyatt - Toucourage le cheval
- Hadley Kay - Cœur Sombre / «le garçon»
- Chris Wiggins - «la grande étoile des souhaits»
- Patricia Black - Grosjojo / Groscadeau
- Janet-Laine Green - Grostaquin
- Jim Henshaw - Toumalin le raton
- Melleny Brown - Grosfarceur
- Bob Dermer - Grognon
- Sunny Besen Thrasher - «le champion du camp»
- Michael Fantini - John
- Cree Summer - Christy
- Alyson Court - Dawn
- Dan Hennessey - Toubrave le lion
- Nonnie Griffin - Grosfasol
- Billie Mae Richards - Grosbisou
- Eva Almos - Groscopain
- Maria Lukofsky - Toufripon le singe
- Gloria Figura - Grosdodo

### Voix françaises
- Luq Hamet
- Roland Menard
- Valérie Siclay
- Fabienne Godet
- Emmanuel Garijo

Sources: 